# Bruder Bernhard
Bruder Bernhard ist deutscher Heimat-Stummfilm aus dem Jahr 1929 von Franz Seitz senior mit Walter Grüters in der Titelrolle. Die weibliche Hauptrolle spielte die Schwedin Vera Schmiterlöw.

## Handlung
Der noch junge Bruder Bernhard lebt, um eine alte Schuld seines Vaters zu sühnen, als Eremit in einer winzigen, ärmlichen Klause im Hochgebirge. Seine ganze Liebe gilt dem Bau und dem Spiel von Geigen. Nebenbei hat er sich eine Expertise in Naturheilkunde erworben. Eines Tags erhält der Mönch Besuch von der jungen, hübschen Christine, einem Mädchen aus einer kleinen Ortschaft im Tal. Sie bittet ihn darum, sie zu ihrem alten, kranken Großvater, dem alten Knorr, zu begleiten. Der bettelarme Mann rührt ihn, und so beschließt Bruder Bernhard, seine Meistergeige zu verkaufen, um Cristinas Opa die erzielte Geldsumme zu überlassen. Außerdem wendet er sein Wissen als Naturheilkundler an. Dennoch stirbt der Alte kurz darauf und Bruder Bernhard gewährt der jungen Frau Obdach und versorgt sie en passant auch noch medizinisch, als sie von einer Ratte gebissen wird. 
Da Christines Verlobter nicht glauben kann, dass der bescheidene Mönch einfach so sein Geld für den Großvater spendet und Christine ohne Gegenleistung ein Dach über dem Kopf anbot, nimmt Robert an, dass da mehr zwischen Bruder Bernhard und seiner Christine sein müsse. Auch die Leute im Dorf zerreißen sich das Maul, glauben sie doch, dass Bruder Bernhard sein Keuschheitsgelübde gebrochen haben müsse. Gärtner Robert will daher Bernhard mit seiner Vermutung konfrontieren und steigt in den Berg hinauf. Christine geht dazwischen, ehe es zwischen den beiden Männern zum Schlimmsten kommen kann. Robert interpretiert diese Intervention falsch und glaubt, dass sich sein Mädchen für den Eremiten-Mönch entschieden hat. Er plant daher, seinem Leben ein Ende zu bereiten und von einem Felsen in die Tiefe zu springen. Bruder Bernhard eilt Robert nach, um den Freitod zu verhindern. Dabei rutscht er aus und fällt statt Christines Verlobten selbst in den Abgrund und stirbt.

## Produktionsnotizen
Gedreht im Juli 1929 im Bavaria-Atelier von Geiselgasteig (Studio) und am Königssee (Außenaufnahmen), passierte Bruder Bernhard am 25. September 1929 die Filmzensur und wurde am 25. Dezember desselben Jahres in München erstaufgeführt. In Österreich lief der Streifen bereits acht Tage zuvor an. Der Sechsakter besaß eine Länge von 2029 Metern und wurde mit Jugendverbot belegt.
Willy Reiber gestaltete die Filmbauten. Fritz Sorg übernahm die Aufnahmeleitung. 

## Kritik
Irmgard Martini schrieb in den Münchner Neuesten Nachrichten über Bruder Bernhard als vermeintliche Kopie des Vorjahreserfolgs Hinter Klostermauern: “Doch wie meist … ist das Original nicht annähernd erreicht worden. Franz Seitz hat … seine außerordentliche Begabung an eine Sache gewandt, die sein Bemühen nur unvollkommen lohnen konnte. (…) Genau wie beim Vorbild dreht es sich um den Konflikt zwischen Liebe und Glaubensgehorsam. (…) Rechnet man die allzu fühlbare Spekulation auf das Gemüt ab, so wird im Einzelnen viel Freundliches geboten, besonders dort, wo Franz Seitz in der Milieuschilderung und Detailmalerei freie Hand gewinnt”.
Wiens Illustrierte Kronen-Zeitung ließ kein gutes Haar an der Geschichte: “Eine Tränendrüsenangelegenheit, bei der eine Unmenge von Zufällen den Ausschlag gibt und die Regisseur Franz Seitz nur durch hübsche Landschaftsbilder vor dem völligen Danebengeraten rettet.”
Das Tagblatt lobte hingegen die Produktion: „Mit wunderbarer Gestaltungskraft treten uns die einzelnen Personen der Handlung entgegen, die grandiosen Bergszenerien und die landschaftlichen Motive geben der Handlung einen bilderreichen Rahmen und Hintergrund.“